# ファウスト・デ・エルヤル

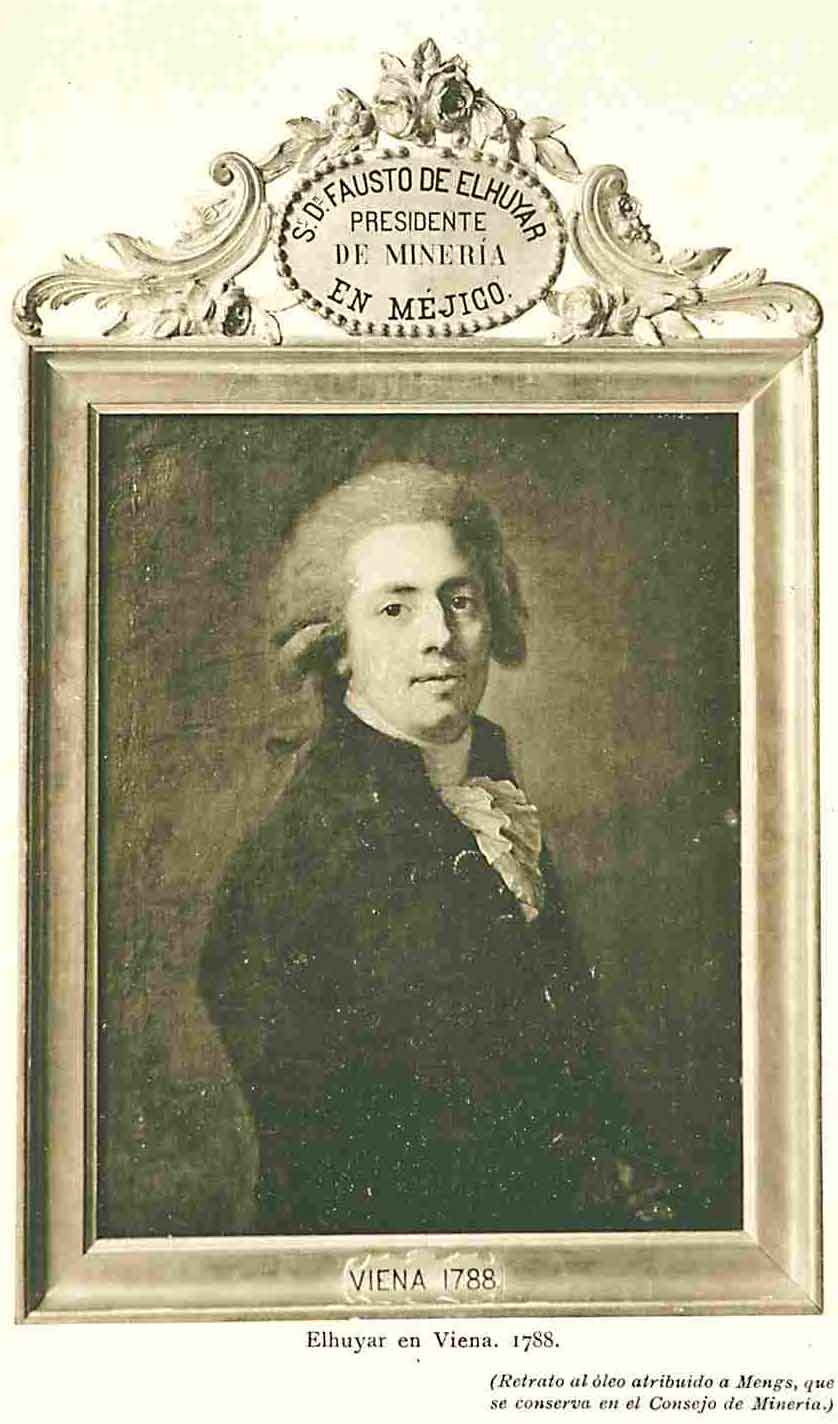
ファウスト・デ・エルヤル

ファウスト・デ・エルヤル・イ・デ・スビサ（Fausto de Elhuyar (Elhyar) y de Suvisa、1755年10月11日、ログローニョ - 1833年2月6日、マドリッド）はスペインの化学者である。1783年、兄のフアン・ホセ・デ・エルヤルとタングステンの単離に成功した。

## 人物・生涯
スペイン北部のログローニョに生まれる。パリで教育を受けたあと、ドイツのフライベルク鉱山専門学校で冶金学などを学んだ。スペインのベルガラの神学校の教授になった。1783年、ベルガラで鉄マンガン重石から分離したタングステン酸（1781年にカール・ヴィルヘルム・シェーレにより発見され、新元素と発表されていた）を木炭といっしょに強熱してタングステンの単離を行ない、鉄マンガン重石のドイツ名にちなみウォルフラム（wolfram）と命名した。この名はドイツで今も用いられており、タングステンの元素記号Wの元になっている。
国王の命令でメキシコの王立鉱山院の長官に任命されて1790年ころメキシコに渡った。1821年までその職にあり新大陸での鉱山技術者の教育などに尽力した。